# Бен-Аарон, Ицхак
Ицхак Бен-Аарон (при рождении — Ицхок Нусбойм; ивр. יצחק בן-אהרן‎; 17 июля 1906, Буковина, Австро-Венгрия — 19 мая 2006) — израильский государственный деятель, журналист, министр транспорта Израиля (1959—1962).

## Биография
Окончил среднюю школу в Черновицах, затем учился в Немецком институте политики. Он был главой Ха-шомер ха-цаир в Румынии, в 1928 г. эмигрировал в Палестину, где жил в кибуце Гиат-Хаим возле Хадеры. В 1932—1938 гг. являлся секретарем рабочего совета Тель-Авива. С лета 1935 г. служил в течение нескольких месяцев посланником организации Халуц в нацистской Германии, пока он не был выслан по решению гестапо. В 1938—1939 гг. — секретарь МАПАЙ.
В 1941 г. во время Второй мировой войны в звании младшего лейтенанта британской армии попал в немецкий плен. До своего освобождения в апреле 1945 г. находился в лагере для военнопленных Oflag 79 в Брауншвейге.
После войны он вступил в МАПАМ и был одним из лидеров партии. В 1954 г. стал одним из лидеров раскола МАПАМ, выступил одним из основателей партии «Ахдут ха-Авода».
Избирался депутатом Кнессета 1-5 и 7-8 созывов:
- 1949 −1954 гг. — от партии МАПАМ,
- 1954—1965 гг. — от партии Ахдут ха-Авода,
- 1965—1968 гг. — от партии Маарах,
- 1968—1969 гг. — от партии Авода,
- 1969—1977 гг. — от партии Маарах.

В 1959—1962 гг. — министр транспорта Израиля. Ушел в отставку в знак протеста против антирабочей политики правительства. В 1969—1973 гг. — генеральный секретарь Гистадрута. В 1977 г. принял решение об уходе из политической жизни.
Работал журналистом в ряде периодических изданий различных стран на иврите и идише (дебютировав ещё в Черновицах на немецком языке); был автором нескольких книг на обоих языках. Его автобиография была опубликована в Лондоне в 1947 г. под названием «Слушай, язычник! История жизни».
В 1995 г. был награждён Государственной премией Израиля за особый вклад в развитие общества и государства Израиль. В 2005 г. вошел в число 200 самых популярных израильтян по опросу Ynet.